# Григорий Назианзин Старший
Григорий Назианзин Старший (? — 374) — епископ Назианзский, отец Григория Богослова. Почитается в лике святителей, память совершается в Православной церкви — 1 (14) января, в Католической церкви — 1 января.

## Жизнеописание
Григорий был богатым аристократом из города Назианз на юго-западе Каппадокии. В молодости он принадлежал к секте ипсистариан в связи с чем Григорий Богослов в похвальном слове своему отцу пишет:

…был отростком корня не весьма похвального, не принесшего плодов благочестия, не в дому Божием насажденного, но весьма странного и чудовищного, который составился из двух противоположностей — из языческого заблуждения и подзаконного мудрования, допустив в себе некоторые части того и другого, а некоторые устранив. Последователи этого учения, отвергая идолов и жертвы, поклоняются огню и светильникам, а уважая субботу и до мелочи соблюдая постановления о животных, не принимают обрезания.

Под влиянием своей жены Нонны Григорий принял христианство и в 325 году обратился к участникам Первого Вселенского собора с просьбой о крещении. Он был крещён Каппадокийским архиепископом Леонтием и в 328 или 329 году стал пресвитером, а затем был избран епископом Назианза.
В 335 году в Назианзе Григорий построил большой кафедральный собор в форме восьмиугольника, по своей архитектуре родственный (построенной позже в Константинополе) Святой Софии.
Относительно деятельности Григория на назианзской кафедре, которую он возглавлял всю свою жизнь, подробных сведений не сохранилось. В 361 году, желая иметь помощника в делах управления епархией, он против воли возвёл своего сына в сан пресвитера. В конце 363 года Григорий, не вникая в тонкости богословия, подписал омиусианский символ веры, чем вызвал раскол в своей епархии. Раскол продолжался недолго, но его сыну пришлось защищать отца — он написал «Слово по случаю возвращения монахов в лоно церкви».
Скончался Григорий в 374 году в возрасте около 100 лет. В его честь Григорий Богослов написал похвальное слово — «Слово 18. Сказанное в похвалу отцу и в утешение матери Нонне», которое является основным источником биографических сведений о Григории Назианзине Старшем.

## Семья
Супруга — Нонна. Дети:
- Григорий Богослов (329—389)
- Кесарий Назианзин (около 331 — после 368)
- Горгония († ок. 372)

Все члены семьи Григория Назианзина Старшего почитаются как святые.